# Franska öppna 2014
Franska öppna 2014 (även känd som Roland Garros, efter den berömda franska flygpionjären) var en tennisturnering som spelades utomhus på grus. Det var den 113:e upplagan av tävlingen. Den spelades på Stade Roland Garros i Paris, Frankrike, mellan den 25 maj och den 8 juni 2014.

## Mästare

### Seniorer

#### Herrsingel
- Rafael Nadal besegrade  Novak Djokovic med 3–6, 7–5, 6–2, 6–4

#### Damsingel
- Marija Sjarapova besegrade  Simona Halep med 6–4, 6–7(5–7), 6–4

#### Herrdubbel
- Julien Benneteau /  Édouard Roger-Vasselin besegrade  Marcel Granollers /  Marc López med 6–3, 7–6(7–1)

#### Damdubbel
- Hsieh Su-wei /  Peng Shuai besegrade  Sara Errani /  Roberta Vinci med 6–4, 6–1

#### Mixed dubbel
- Anna-Lena Grönefeld /  Jean-Julien Rojer besegrade  Julia Görges /  Nenad Zimonjić med 4–6, 6–2, [10–7]

### Juniorer

#### Pojksingel
- Andrey Rublev besegrade  Jaume Antoni Munar Clar med 6–2, 7–5

#### Flicksingel
- Darja Kasatkina besegrade  Ivana Jorović med 6–7(5–7), 6–2, 6–3

#### Pojkdubbel
- Benjamin Bonzi /  Quentin Halys besegrade  Lucas Miedler /  Akira Santillan med 6–3, 6–3

#### Flickdubbel
- Ioana Ducu /  Ioana Loredana Roșca besegrade  CiCi Bellis /  Markéta Vondroušová med 6–1, 5–7, [11–9]